# Interpretationsforschung (Musikwissenschaft)
Als musikwissenschaftliche Interpretationsforschung wird ein Teilbereich der Musikforschung bezeichnet, der sich die Vermittlungs- und Deutungsprozesse musikalischer Werke zum Forschungsgegenstand macht. Als Ausgangspunkt dienen dabei sowohl klangliche Realisierungen (performative, auch: musikalische Interpretationen) als auch sprachlich fixierte Kommentare (hermeneutische Interpretationen) als Ergebnisse solcher Prozesse. Als interdisziplinäre Forschungsrichtung bedient sich die Interpretationsforschung Methoden der historischen, systematischen und vergleichenden Musikwissenschaft, sowie zunehmend auch der künstlerischen bzw. künstlerisch motivierten Forschung (Artistic Research).  

## Quellen und Methoden

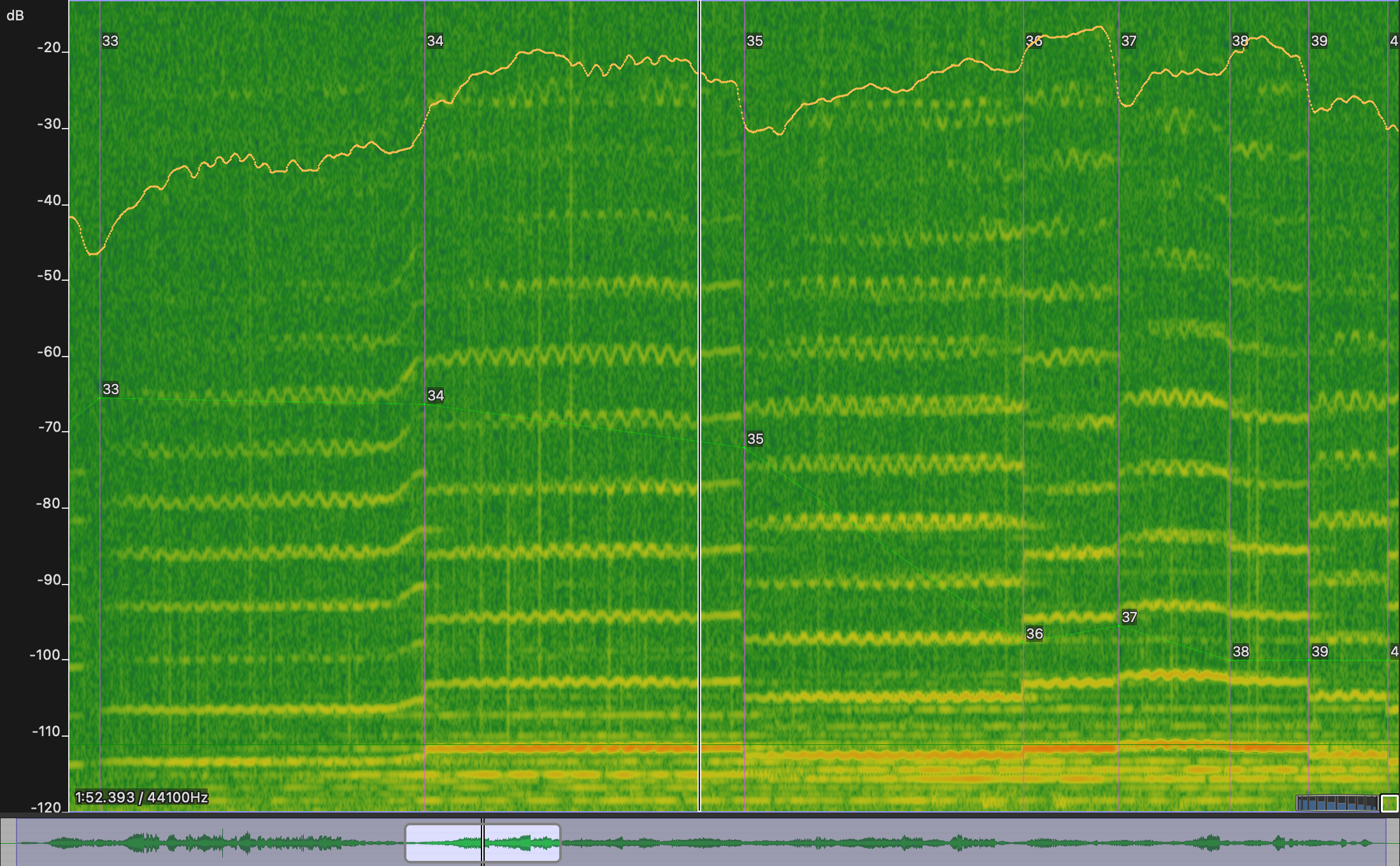
Georg Kulenkampffs Aufnahme (Berlin 1936) des Violinkonzertes von Ludwig van Beethoven op. 61, 2. Satz (Anfang des Seitenthemas), in Spektrogramm-Ansicht (0–6000 Hz). Objektiv messbar sind auf diese Weise Tonanfänge (violette Striche), Tonlängen (grüne Kurve), dynamische Verläufe (gelbe Kurve), sowie Charakteristika von Artikulation, Vibrato und Portamento. Kulenkampffs regelmäßiges, aufblühendes Vibrato, enge Tonverbindungen durch Portamenti (bspw. Ende erster Ton) und die stetige dynamische Steigerung lassen auf eine romantisch-drängende Interpretation des von Beethoven mit „cantabile“ bezeichneten Abschnitts schließen.

## Begriff und Abgrenzung

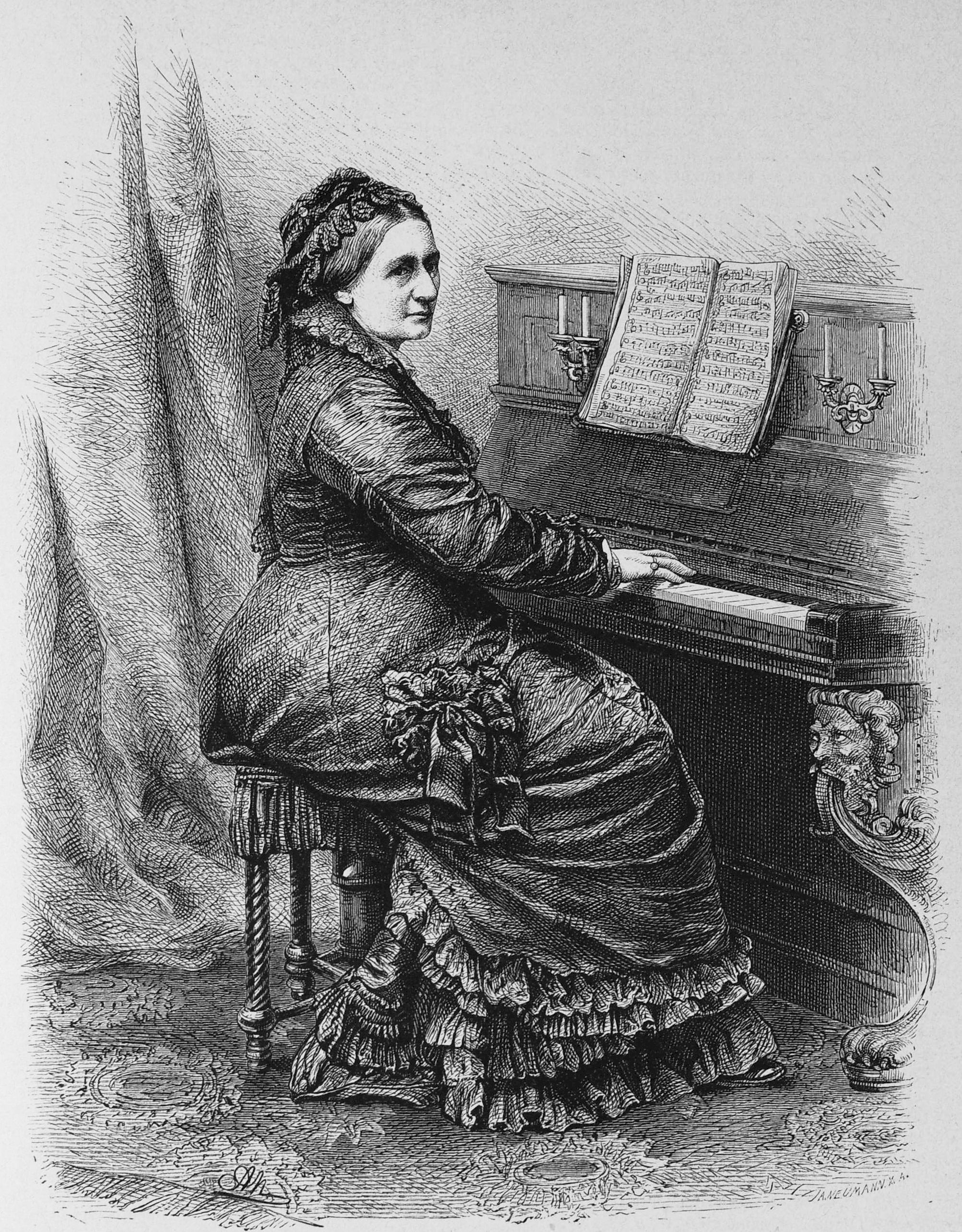
Die Komponistin und Pianistin Clara Schumann (Abbildung in der Zeitschrift Die Gartenlaube, 1882), nach Zeugnis von Franz Liszt eine Ikone 'objektiver' Interpretation: „Zitternd, auch nur ein Jota des zu kündenden Spruches zu verlieren [...] bezwingt sie ihr eigenes Gefühl. [...] Und so sehr ist sie von Andacht beherrscht, daß das beweglichere menschliche Element vor dieser objektiven Interpretation der Kunst fast gänzlich zurücktritt.“

Während im 19. Jahrhundert noch eher von Vortrag, Ausführung (bzw. Exekution), Aufführung und Reproduktion eines musikalischen Werkes gesprochen wurde, setzte sich ab etwa 1900 der Begriff Interpretation zunehmend als „Zentralbegriff des deutschsprachigen Diskurses“ (Heinz von Loesch) durch, obwohl Autoren wie Theodor W. Adorno auch um die Mitte des 20. Jahrhunderts noch Reproduktion bevorzugten. Gegenüber den vorangegangenen Begriffen nimmt jener der Interpretation das rezipierende Subjekt stärker in den Fokus und fragt nicht mehr so sehr nach „schöner“ oder „richtiger“ Darbietung, sondern reflektiert vielmehr „die Vorstellung des Vermittelns und Erklärens sowie Deutens bzw. Auslegens“ eines musikalischen Werkes. Eine auf weite Teile des 20. Jahrhunderts anwendbare Definition des Begriffes wird in der 11. Auflage des Riemannschen Musiklexikon aus dem Jahr 1929 wie folgt festgehalten:

„Der Komponist hat in den Notenzeichen die lebendige Gestalt seiner Schöpfung nur andeutungsweise fixieren können; die Nachschöpfung aus diesem Notenbild heraus durch den Sänger, Spieler, Dirigenten heißt I[nterpretation]. Aus der Annäherung an jene vom Komponisten gemeinte Idealgestalt ergibt sich die Qualität der I[nterpretation]; der Subjektivität des Ausführenden ist dabei ein ästhetisch durchaus berechtigter, freilich begrenzter Spielraum gelassen“

Im selben Band des Lexikons tritt der Begriff der „Historischen Aufführungspraxis“ komplementär zur „Interpretation“ hinzu, wobei sich erstere „auf die Musik vor 1750 und eine 'objektive' Vortragsweise“ bezog, letztere hingegen „auf die Musik danach und einen Vortrag, bei dem subjektiven Entscheidungen ein maßgeblicher Spielraum zugestanden wurde.“ Die hieraus entstandene Dichotomie führte über ein halbes Jahrhundert zu Verwerfungen, nicht zuletzt, da Autoren wie Carl Dahlhaus auf die Interpretationsnotwendigkeit auch 'alter' Musik verwiesen. Obwohl die Begriffe auch heute oft noch synonym genutzt werden, setzte sich die Interpretationsforschung im deutschsprachigen Raum spätestens ab den 1990er Jahren über diese Trennung hinweg. Im aktuellen Fachverständnis „setzt die Aufführungspraxis vor allem bei den Voraussetzungen des Musizierens an, während sich die Interpretationsforschung in erster Linie mit den klingenden Resultaten beschäftigt – ganz gleich, ob diese auf Tonträger erhalten sind oder nicht.“
Von der im englischsprachigen Raum weiter verbreiteten Musical Performance Research unterscheidet sich die Interpretationsforschung vor allem durch den engeren Werkbegriff, der sich in erster Linie auf musikalische Notate (etwa Kompositionen) bezieht und ihre Realisierungen (= Interpretationen) als mögliche Deutungen des musikalischen Werkes versteht. Performances hingegen können, müssen aber nach neuerem Verständnis nicht von schriftlich fixierten Vorlagen ausgehen (der britische Musikwissenschaftler Nicholas Cook beschreibt Noten in diesem Zusammenhang als weniger verbindliche „scripts“); das Werk bezieht sich hier eher auf die Momente der Aufführung.

## Geschichte
Neuzeitliche Systematisierungsansätze zur musikalischen Interpretation (bzw. des Vortrages oder der Reproduktion) lassen sich bereits in den Instrumental-, Gesangs- und Dirigierlehren des ausgehenden 18. Jahrhunderts erkennen. Im 19. Jahrhundert zeugen etwa Gustav Schillings umfangreiche Monografie Musikalische Dynamik oder die Lehre vom Vortrage in der Musik (1848) oder auch einige Arbeiten Hugo Riemanns von fortgeschrittenen Bemühungen um eine umfassende Theoriebildung. Als höchst einflussreich sollten sich Richard Wagners Schriften Über das Dirigieren (1869) und Zum Vortrag der Neunten Symphonie Beethovens (1873) erweisen, auf die kaum eine größere interpretationstheoretische Schrift nach Wagners Ableben keinen Bezug genommen hat.

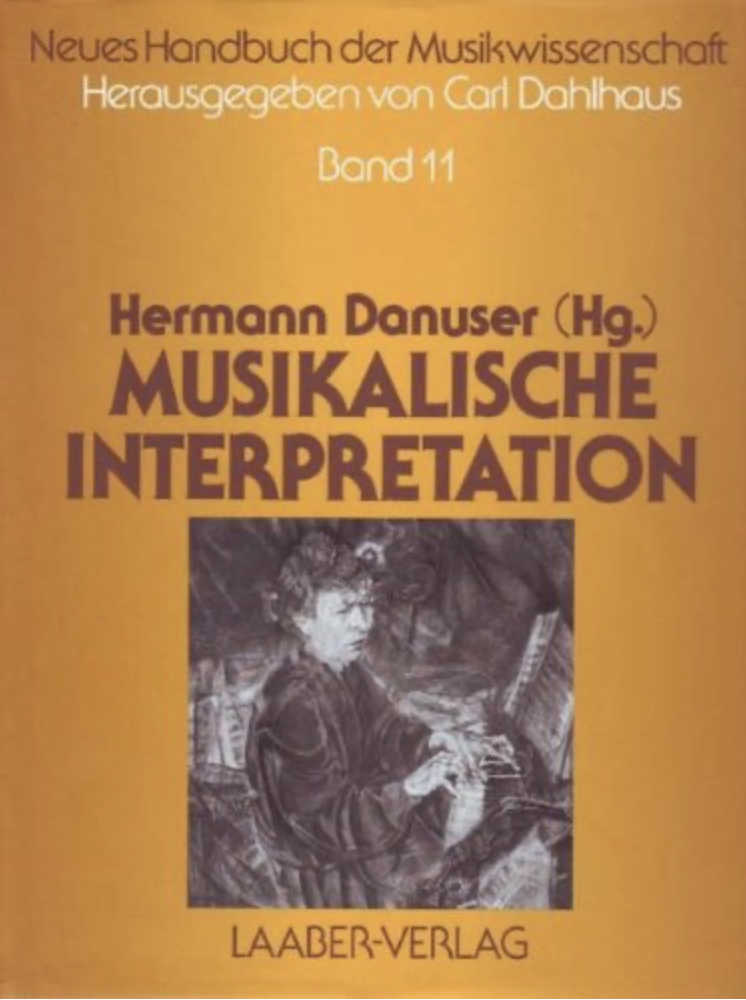
Bucheinband zu Bd. 11 des Neuen Handbuches für Musikwissenschaft: Musikalische Interpretation (1992)

Im 20. Jahrhundert entwickelten insbesondere die Schriften aus dem Umkreis der Wiener Schule, so die Musikwissenschaftler Markus Grassl und Reinhard Kapp, ein insgesamt bemerkenswert „konsistentes gedankliches System“; hierunter sind insbesondere Rudolf Kolischs Dokumente zu einer Theory of Performance, Theodor W. Adornos Entwürfe Zu einer Theorie der musikalischen Reproduktion (ca. 1927–1959), Erwin Steins Form and Performance (1962) sowie René Leibowitz’ Le compositeur et son double (1971) zu nennen. Insgesamt stellen die Musikwissenschaftler Heinz von Loesch und Andreas Meyer jedoch fest, dass „die Umrisse einer ‚Theorie der Interpretation‘“ bislang „diffus“ erscheinen und überdies „auffällig viele Projekte auf diesem Gebiet unvollendet geblieben“ seien.
Als Ausgangspunkt der Herausbildung einer Interpretationsforschung als eigenständige Disziplin innerhalb der Musikwissenschaft kann im deutschsprachigen Raum spätestens der 1992 erschienene Band Musikalische Interpretation (Bd. 11, hrsg. v. Hermann Danuser) in der Reihe des Neuen Handbuch der Musikwissenschaft gelten. Hermann Gottschewski formulierte in seiner Dissertationsschrift 1993 (publ. 1996) das Postulat von der „Interpretation als Kunstwerk“, welches die musikalische Aufführung auf eine Stufe mit der Komposition stellte und eine Reihe von methodischen Ansätzen zur (objektiven) Vermessung musikalischer Zeitgestaltung vorschlug (ähnlich der Werkanalyse musikalischer Kompositionen). Weitere wichtige Impulse kamen überdies aus dem englischsprachigen Raum, etwa durch Robert Philips Early Recordings and Musical Style (1992), Clive Browns Classical and Romantic Performing Practice 1750–1900 (1999) und insbesondere Nicholas Cooks Beyond the Score. Music as Performance (2013). Auch aufgrund der naheliegenden Anbindung an die musikalische Praxis widmen sich inzwischen ganze Forschungsbereiche und Institute an Musikhochschulen und -universitäten der Interpretationsforschung (s. u., „Weblinks“).
Zu den Zielen der Interpretationsforschung gehört neben Theoriebildung auch die Erarbeitung umfassender Darstellungen historischer Interpretationshaltungen und -konzepte sowie ihrer Protagonisten, so etwa die seit 2018 am Berliner Staatlichen Institut für Musikforschung erscheinende, thematisch-chronologische Handbuchreihe Geschichte der musikalischen Interpretation im 19. und 20. Jahrhundert (bisher erschienen Bd. 1 bis 3; gepl. 4 Bde. bis ca. 2023). Im englischsprachigen Raum ist etwa mit der Cambridge History of Musical Performance (2012) bereits eine erste monographische Gesamtdarstellung erschienen, die sich allerdings eher mit Fragen der Aufführungspraxis (und weniger mit Interpretationstheorie und -konzepten) befasst.